# Meyer Rock
Der Meyer Rock ist eine felsnadelartige Klippe im Archipel der Heard und McDonaldinseln im südlichen Indischen Ozean. Der Felsen ragt 1,5 km nordwestlich von McDonald Island aus dem Meer auf.
Wissenschaftler der britischen Challenger-Expedition (1872–1876) kartierten ihn 1874 und benannten ihn als Meyers Rock. Diese Benennung wurde später angepasst. Namensgeber ist der deutsche Kapitän Johannes Meyer, der 1875 und drei Jahre nach seinem britischen Pendant William McDonald die McDonald-Inseln von seinem Schiff La Rochelle gesichtet hatte.